# Potok (gmina Straža)
Potok – wieś w Słowenii, w gminie Straža. W 2018 roku liczyła 257 mieszkańców.